# Lập dị
Lập dị là từ dùng để đề cập đến những hành vi bất thường mang tính cá thể, lẻ tẻ của một số cá nhân trong xã hội, nó chỉ về một phần tính cách, phong cách khác thường, sở thích dị biệt, quá độc đáo và tương phản với chuẩn bình thường của xã hội. Những người có hành vi này thường bị gây chú ý và được coi là những kẻ lập dị hoặc những người quái gở, kỳ quái. Có ý kiến cho rằng lập dị thường gắn liền với thiên tài vì sự phá cách và sáng tạo, thoát ra khỏi chuẩn mực phổ biến thông thường. Một kẻ lập dị nổi tiếng là Albert Einstein, ngoài ra còn có Nikola Tesla, Henry Cavendish, Isaac Newton.

## Từ nguyên
Trong tiếng Anh, lập dị là từ Eccentricity nó được phỏng từ từ Latineccentricus thời Trung cổ và sâu xa thì có nguồn gốc từ tiếng Hy Lạp là: ekkentros, "thoát ra khỏi trung tâm" (từ ek có nghĩa "ra khỏi" + kentron có nghĩa "trung tâm"), hay thoát khỏi sự kềm kẹp. Thuật ngữ Lập dị đầu tiên xuất hiện trong tiếng Anh năm 1551 như là một thuật ngữ thiên văn học có nghĩa là "một vòng tròn. Sau này, thuật ngữ lập dị bắt đầu được sử dụng để mô tả hành vi khác thường hoặc đơn lẻ.

## Mô tả
Một số nghiên cứu cho rằng một người được coi là lập dị gồm các dấu hiệu sau đây:
- Có thái độ, tâm tư, tình cảm không phù hợp với chuẩn chung, với hoàn cảnh
- Có những ý tưởng tinh quái, biến thái
- Tò mò thái quá
- Tập trung đến mức ám ảnh về một thú vui hay sở thích
- Trẻ nhỏ đã có sự khác biệt so với các trẻ em đồng loại (có thể liên tưởng đến chứng rối loạn tự kỷ)
- Thông minh quá
- Phong cách sinh hoạt, thói quen ăn uống bất thường
- Không quan tâm đến ý kiến của người khác
- Khá hài hước, tếu táo